# Example
Elliot John Gleave, bedre kendt under scenenavnet Example er en electro-producer/sanger/rapper fra Storbritannien.
Han blev først rigtig kendt i 2010, efter udgivelsen af hans singler "Kickstarts", "Last One Standing", "Watch the Sun Come Up" og "Won't Go Quietly", som alle endte på top 40-listerne i Storbritannien.

## Diskografi
- What We Made (2007)
- Won't Go Quietly (2010)
- Playing in the Shadows (2011)
- The Evolution of Man (2012)
- Live Life Living (2014)